# Ервін Фрінк Сміт
Ервін Фрінк Сміт (англ. Erwin Frink Smith; 1854—1927) — американський патолог рослин у Міністерстві сільського господарства США. Він відіграв важливу роль у дослідженні того, що бактерії можуть викликати захворювання рослин.

## Життя та кар'єра
Сміт народився в Гілберт Міллс, поблизу Фултон, Нью-Йорк, в родині Ранселора Кінга Сміта та Луїзи Фрінк Сміт. У 1870 році він разом із своєю родиною переїхав на ферму площею 80 акрів, на якій був яблуневий сад, в окрузі Клінтон, штат Мічиган. Сім'я Смітів зрештою переїхала в місто Норт-Плейнс, штат Мічиган. Нарешті Сміт зміг відвідувати середню школу, починаючи з 1876 року, коли йому було 22 роки.
Сміт був переважно самоучкою в ботаніці, бактеріології, багато читав французькою, німецькою та італійською. У 1881 році, ще навчаючись у середній школі, він написав книгу про флору Мічигану під назвою "Cataloque of the Phaenogamous and Vascular Cryptogamous Plants of Michigan" разом із Чарлзом Ф.Вілером. Чарлз Фей Вілер (1842–1910) був фармацевтом та ботаніком-любителем у Айонія (Мічиган). Він викладав Сміту ботаніку та французьку мову, коли Сміт навчався в середній школі.
Згодом Сміт працював у Державній раді охорони здоров’я Лансінгу, штат Мічиган, а також з перервами навчався у Мічиганському сільськогосподарському коледжі. У 1885 році Сміт опублікував книгу про санітарію води. У 1885 році Сміта прийняли до Університету Мічігану, і незабаром після вступу він склав більшість іспитів, що дозволило йому отримати ступінь бакалавра біології у 1886 році після всього одного року навчання в університеті.
20 вересня 1886 року Сміт обійняв посаду в Мікологічній секції Відділу ботаніки Міністерства сільського господарства США, допомагаючи Френку Лемсону-Скрібнеру. Він склав карту поширення картопляної гнилі у Сполучених Штатах у 1885 році та Plasmopara viticola у 1886 році. Проте більшу частину досліджень (протягом 1887-1892 років) присвятив вивченню хвороб персика, за що і отримав докторський ступінь у Мічигані у 1889 році.
У 1892 році Сміт почав працювати над бактеріальними захворюваннями рослин, починаючи з бактеріального в’янення гарбузів (Cucurbitaceae). Протягом усієї своєї кар’єри Сміт дотримувався гіпотези про те, що бактерії є вагомими причинами хвороб рослин, старанно описавши понад 100 бактеріальних захворювань рослин. Сміт опублікував свою вичерпну роботу Bacteria in Relation to Plant Diseases у трьох томах відповідно у 1905, 1911 та 1914роках. Подальша робота була опублікована в його підручнику Bacterial Diseases of Plants (1920).
Голландський ботанічний дослідник Френк Ніколас Мейєр працював на Сміта у 1901 році, після прибуття до Сполучених Штатів.
Сміт був відомий тим, що найняв багатьох жінок у Бюро рослинництва, це було незвично на той час,  зокрема ботаніків Неллі А. Браун, Мері К. Браян, Флоренс Геджес, Лючія МакКаллок, Агнес Квірк, Енджі Беквіт та Шарлотта Елліотт. Багато асистентів Сміта хвалили його за те, що він давав їм дослідницькі проекти, які відповідали їхнім навичкам, а не обмежував їх більш обмеженими завданнями, передбаченими класифікацією посад.
Ервін Сміт одружився з Шарлоттою Мей Баффет 13 квітня 1893 року. Їхній шлюб був щасливим, але трагічно обірвався смертю Шарлотти 28 грудня 1906 року, через вісім місяців після того, як їй встановили діагноз ендокардит. На пам'ять про дружину Сміт видав елегантну книгу поезії та біографії під назвою For Her Friends and Mine: A Book of Aspirations, Dreams and Memories (1915).
Сміт помер 6 квітня 1927 року у Вашингтоні, округ Колумбія. Його прах було розвіяно в Вудс-Гоул (Массачусетс). У нього залишилася друга дружина Рут Уоррен Сміт.